# Scarpa d'oro 2018
La Scarpa d'oro 2018 è il riconoscimento calcistico conferito al giocatore che, durante la stagione calcistica europea, ha ottenuto il miglior punteggio calcolato moltiplicando il numero di reti messe a segno in partite di campionato per il coefficiente di difficoltà del campionato stesso.
Il premio è stato vinto da Lionel Messi con i 34 gol segnati  nella Primera División, corrispondenti a 68 punti. Per l'argentino si tratta del quinto successo, dopo quelli avuti nel 2010, nel 2012, nel 2013 e nel 2017.

## Classifica finale
Questa la classifica relativa alle prime posizioni della competizione:
| Pos | Nome               | Campionato       | Squadra             | Gol | C-UEFA | Punti |
| --- | ------------------ | ---------------- | ------------------- | --- | ------ | ----- |
| 1   | Lionel Messi       | Primera División | Barcellona          | 34  | x2     | 68    |
| 2   | Mohamed Salah      | Premier League   | Liverpool           | 32  | x2     | 64    |
| 3   | Harry Kane         | Premier League   | Tottenham           | 30  | x2     | 60    |
| 4   | Robert Lewandowski | Bundesliga       | Bayern Monaco       | 29  | x2     | 58    |
| 4   | Mauro Icardi       | Serie A          | Inter               | 29  | x2     | 58    |
| 4   | Ciro Immobile      | Serie A          | Lazio               | 29  | x2     | 58    |
| 7   | Edinson Cavani     | Ligue 1          | Paris Saint-Germain | 28  | x2     | 56    |
| 8   | Cristiano Ronaldo  | Primera División | Real Madrid         | 26  | x2     | 52    |
| 9   | Jonas              | Primeira Liga    | Benfica             | 34  | x1,5   | 51    |
| 10  | Luis Suárez        | Primera División | Barcellona          | 25  | x2     | 50    |